# 尾関清子
尾関 清子（おぜき きよこ、1929年4月28日 - ）は、縄文時代の布に関する研究を行う日本の考古学者。東海学園女子短期大学（現・東海学園大学）名誉教授。
縄文時代に編布が存在し、縄文人が毛皮ではなく布の服を着ていたらしいことを明らかにした。

## 略歴
愛知県江南市出身。古知野高等実践女学校を卒業後、大学に進学せず、手芸の学校を出た後に銀行員などをしていたが、手芸好きが高じて銀行を辞めて手芸教室を始め、作品展を開催したところ評判となり、1964年に東海学園女子短大の手芸の講師に採用される。後に東海学園女子短大助教授となり、生活文化史の研究などを行っていた。名古屋工業大学工業化学科に内地留学した。
1987年、縄文土器などを作るときに使われていた、縄文時代の編布（アンギン）に出会ったことがきっかけとなり、手芸の講師から考古学者に転じる。50歳代後半から日本の縄文時代の遺跡をめぐり、縄文土器から網目模様を分析。当時の技術を念頭に編みを行い布を再現する。縄文布の耐久性を調べるために自分で縄文布で作った服を着て、竪穴建物で学生らと3日間泊まり込んで生活したこともあるなど、縄文時代の布を実証的に研究する者として第一人者となった。
それまで日本最古の布は弥生時代か古墳時代の物であるとの説があったが、尾関は縄文時代の「縄文布」が日本最古の布であることを明らかにした。また、それまで縄文人は毛皮を着ていたらしいと思われていたが、尾関の研究によって布の服を着ていたらしいことが明らかとなり、縄文時代のファッションのイメージは大幅に塗り替えられることになった。
1999年宮城県一迫町埋蔵文化センター名誉館長となる。
2012年、それまでの研究成果を『縄文の布―日本列島布文化の起源と特質』として出版。尾関は大学院を出ていないが、画期的な研究成果であったことから、博士号の取得を進められる。
2015年より立命館大学の客員協力研究員を務め、2017年に立命館大に博士論文を提出。2018年、論文「縄文の布〜日本列島布文化の起源と特質」で博士号を取得し、3月24日に立命館大学の授与式に出席。博士号としては、1997年に95歳で文学博士を取得した河盛好蔵に次ぐ高齢での取得記録。

## 経歴
- 1929年 : 愛知県江南市に生まれる。
- 1965年 - 1995年：東海学園女子短期大学講師、教員
- 1996年 : 第5回相沢忠洋賞
- 2015年 : 立命館大学客員協力研究員[3]
- 2018年 : 文学博士

## 著書
- 『縄文の衣 -日本最古の布を復元』 1996年 学生社
- 『縄文の布 日本列島布文化の起源と特質』雄山閣 2012